# Montravius Adams
Montravius Adams (Vienna, 24 luglio 1995) è un giocatore di football americano statunitense che milita nel ruolo di defensive end per i Pittsburgh Steelers della National Football League  (NFL).

## Carriera

### Green Bay Packers
Adams al college giocò a football alla Auburn Tigers dal 2013 al 2016. Fu scelto nel corso del terzo giro (93º assoluto) nel Draft NFL 2017 dai Green Bay Packers. Dopo che una frattura da stress al piede gli fece perdere tutto il training camp estivo, debuttò come professionista subentrando nella gara del terzo turno vinta contro i Cincinnati Bengals.